# Guy Quaden
Guy Louis Jules baron Quaden (Luik, 5 augustus 1945) is een Belgisch econoom en van PS-signatuur. Van 1999 tot 2011 was hij gouverneur van de Nationale Bank van België.

## Levensloop

### Opleiding
Quaden studeerde in 1967 af als licentiaat in de economische wetenschappen aan de Universiteit van Luik. Hij specialiseerde zich verder aan de École pratique des hautes études van de Sorbonne te Parijs waar hij in 1972 zijn diploma behaalde. In 1973 behaalde Quaden het doctoraat in de economische wetenschappen aan de Universiteit van Luik.

### Academische carrière
Quaden startte zijn academische carrière aan de Universiteit van Luik waar hij in 1968 assistent werd op het departement Economische Wetenschappen. In 1974 werd hij er eerstaangewezen assistent en in 1977 docent. In 1978 werd Guy Quaden benoemd tot hoogleraar.
Hij interesseerde zich voor sociaal-economische vraagstukken en werd in 1984 voorzitter van de Centrale Raad voor het Bedrijfsleven, een overkoepeld paritair overlegorgaan tussen werkgeversorganisaties en vakverenigingen. Ondertussen was hij in 1987 ook benoemd tot decaan van de faculteit Economie, Management en Sociale Wetenschappen aan de Luikse universiteit. Beide functies bleef hij uitoefenen tot in 1988 benoemd werd tot directeur] bij de Nationale Bank. Hij bleef wel deeltijds doceren aan de universiteit als buitengewoon hoogleraar (leerstoel economisch beleid).

### Nationale Bank
Quaden werd in 1988 directeur bij de Nationale Bank. Samen met Alfons Verplaetse, die in 1989 gouverneur van de Nationale Bank geworden was, bereidde hij vanaf de tweede helft van de jaren 90 de invoering van de euro voor. In 1996 werd Quaden door de Belgische regering benoemd tot commissaris-generaal voor de euro.
In 1999 volgde hij Alfons Verplaetse op als gouverneur. Als dusdanig werd Quaden ook lid van de raad van bestuur en van de algemene raad van de Europese Centrale Bank. Zijn belangrijkste taak bestond er de eerste jaren van zijn mandaat in om de overgang naar de euro tot een goed einde te brengen. In 2004 werd zijn mandaat voor vijf jaar verlengd en in 2009 werd het mandaat opnieuw verlengd tot augustus 2010, het moment waarop Quaden de pensioengerechtigde leeftijd zou bereiken. Omdat de regering op dat moment ontslagnemend was, kon er geen opvolger benoemd worden. Uiteindelijk werd hij als voorzitter van de Nationale Bank van België op 1 april 2011 opgevolgd door Luc Coene.

### Overige
Van 1991 tot 1996 was Quaden voorzitter van het Interventiefonds van de beursvennootschappen.
Op 18 mei 2008 werd Quaden opgenomen in de erfelijke adel, met de persoonlijke titel van baron.
De Belgische regering droeg op 1 februari 2012 Guy Quaden voor als bestuurder van Dexia Bank België. Nadien nam Dexia Bank België de nieuwe naam Belfius aan.
In augustus 2012 kwam De Tijd met het bericht dat Guy Quaden benoemd werd tot bestuurder van de Libanese bank Byblos en van de Brusselse tak van die instelling, Byblos Bank Europe.
Quaden was voorzitter ad interim van de raad van bestuur van Belfius van 4 september 2013 tot 31 december 2013. Hij volgde Alfred Bouckaert op en werd door Jos Clijsters opgevolgd.
Overige functies die Guy Quaden bekleedde:
- Bestuurder van de Bank voor Internationale Betalingen
- Gouverneur van het Internationaal Monetair Fonds
- Plaatsvervangend gouverneur van de Internationale Bank voor Wederopbouw en Ontwikkeling
- Plaatsvervangend gouverneur van de Internationale Ontwikkelingsassociatie
- Plaatsvervangend gouverneur van de Internationale Financieringsmaatschappij
- Vicevoorzitter van de Hoge Raad van Financiën
- Lid van het bureau van de Hoge Raad van Financiën
- Voorzitter van de Studiecommissie voor de Vergrijzing
- Lid van de raad van bestuur van het Instituut voor de nationale rekeningen
- Lid van de bestuurscommissie en voorzitter van de Vaste financiële subcommissie van het Carnegie Hero Fund
- Voorzitter van de Beroepsvereniging van de Openbare Kredietinstellingen
- Voorzitter van het Comité voor financiële stabiliteit
- Voorzitter van de raad van toezicht van de Overheid der Financiële Diensten
- Lid van de raad van bestuur en van het bureau van het Nationaal Fonds voor Wetenschappelijk Onderzoek
- Beheerder van de Francqui-Stichting
- Voorzitter van de Koning Boudewijnstichting

## Privé
Quaden was de zoon van medisch doctor Louis Quaden en Jenny Delvoye. Hij trouwde twee keer en heeft uit zijn tweede huwelijk twee zonen.

## Werken
- Le budget de l'État belge (1980)
- La crise des finances publiques (1984)
- L'économie belge dans la crise (1987)
- Politique économique (1991)